# شارع العروبة

شارع العروبة (نسبة إلى العروبه العربية ) هو من أهم شوارع مدينة البيضاء بليبيا كما يبلغ طول الشارع 7.5 كم وهو مقسم إلي خمسة أقسام: شارع العروبة 1 إلي شارع العروبة 5 .
يمر شارع العروبة بعدة أحياء حي الكاوه وحي الأندلس ، كما تلتقي في شارع العروبة العديد من الشوارع الرئيسية: شارع عمر المختار أو ما يعرف بشارع المستشفي وشارع الحرية وشارع النصر.
يعتبر من الشوارع التجارية في المدينة إذ تنتشر به المحال التجارية كما يشهد ازدحاما طوال اليوم لكونه الشارع الرئيسي الأول في المدينة والجبل الأخضر، كما يشهد في فترات مختلفة من السنة وخاصة في فترات رمضان وما قبل الأعياد لتفرعاته العديدة بالأسواق.

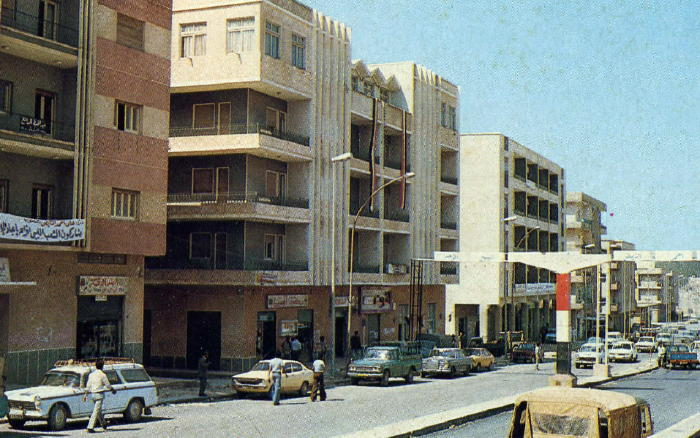
شارع العروبة عام 1970